# Rudolf Geiger (Klimatologe)
Rudolf Oskar Robert Williams Geiger (* 24. August 1894 in Erlangen; † 22. Januar 1981 in München) war ein deutscher Meteorologe. Er gehört zu den maßgebenden Wegbereitern der Mikroklimatologie.

## Lebensweg
Rudolf Geiger entstammt einer Gelehrtenfamilie; sein Vater war der Indologe Wilhelm Geiger, sein Bruder der Physiker Hans Geiger. Er besuchte ein humanistisches Gymnasium in Erlangen und studierte seit 1912, mit Unterbrechungen durch Kriegsdienst, Mathematik an den Universitäten Erlangen und Kiel. 1920 erwarb er in Erlangen den Doktorgrad mit der Dissertation Indische Geodäsie im Altertum und Mittelalter.
Nach der Promotion erhielt Geiger eine Anstellung als Assistent am Physikalischen Institut der Technischen Hochschule Darmstadt. Hier fand er den Weg zur Meteorologie. Ab 1923 arbeitete er als wissenschaftlicher Mitarbeiter bei der zur Bayerischen Landeswetterwarte gehörenden Meteorologischen Abteilung der Forstlichen Versuchsanstalt München. 1927 habilitierte er sich an der Universität München mit einer Schrift über das Klima der bodennahen Luftschicht. Von 1937 bis 1945 war er Direktor des Meteorologisch-Physikalischen Instituts der Forstlichen Hochschule Eberswalde. Während des Zweiten Weltkrieges wurde er zeitweise als Lehrer für Marinemeteorologen eingesetzt. 1948 übernahm er als ordentlicher Professor die Leitung der Meteorologischen Institute der Universität und der Forstlichen Versuchsanstalt in München. 1958 wurde er emeritiert, aber auch danach war er weiter wissenschaftlich tätig.

## Forschungsleistungen
Geiger hat seit 1923 durch systematische Versuchsanstellungen in bayerischen Wäldern umfangreiche Messdaten gesammelt, vor allem über die Temperaturverhältnisse in bodennahen Luftschichten, über die Veränderungen des Bestandsklimas in Abhängigkeit von der Exposition und über den Einfluss der Bodenvegetation auf das Standortklima. Mit diesen langjährigen forstlich-klimatischen Standortserkundungen wurde er einer der maßgebenden Wegbereiter der Mikroklimatologie.
Die ersten Ergebnisse seiner Freilanduntersuchungen hat Geiger 1927 in seiner Habilitationsschrift zusammengefasst. Sie erschien im gleichen Jahr als Buch unter dem Titel „Das Klima der bodennahen Luftschicht“ und gehörte nach wenigen Jahren zu den internationalen Standardwerken der Klimatologie. Das auch didaktisch beispielhaft konzipierte Buch bietet ein Höchstmaß an anschaulicher Information und gilt als Geigers wissenschaftliches Hauptwerk. Mehrere Jahrzehnte hat Geiger an diesem Lehrbuch der Mikroklimatologie weitergearbeitet und 1942, 1950 und 1961 grundlegend überarbeitete Neuauflagen herausgegeben. Auch Übersetzungen in englischer, spanischer und russischer Sprache liegen vor. In der zweiten Hälfte des 20. Jahrhunderts gewann die Mikroklimatologie eine zunehmende Bedeutung im Zusammenhang mit Fragen des Umweltschutzes.
Zahlreiche Beiträge über das Mikroklima und über Grundfragen der Klimakunde hat Geiger in meteorologischen Zeitschriften und Handbüchern veröffentlicht. Sein fachliches Interesse galt auch der Weltklimatologie. Zusammen mit Wladimir Peter Köppen hat er zwischen 1930 und 1943 ein fünfbändiges „Handbuch der Klimatologie“ und Wandkarten über die Klimate der Erde herausgegeben. Nach seiner Emeritierung schuf er noch zwölf neue Schulwandkarten zur Klimakunde.

## Ehrungen und Auszeichnungen
- 1937 Sekretär der Kommission für Agrarmeteorologie der Internationalen Meteorologischen Organisation
- 1952 ordentliches Mitglied der Bayerischen Akademie der Wissenschaften (1958–1959 Vizepräsident)
- 1955 Mitglied der Deutschen Akademie der Naturforscher Leopoldina
- 1959 Bayerischer Verdienstorden
- 1964 Ehrenmitglied der Japanischen Meteorologischen Gesellschaft
- 1964 Ehrenmitglied der Meteorologischen Gesellschaft München
- 1964 Festschrift seiner Schüler zum 70. Geburtstag
- 1966 Ehrenmitglied des Verbandes Deutscher Meteorologischer Gesellschaften
- 1968 Ehrendoktorwürde der Naturwissenschaftlichen Fakultät der Universität Hohenheim
- 1977 Peter-Lenné-Medaille in Gold der Johann-Wolfgang-von-Goethe-Stiftung zu Basel

## Hauptwerke
- Das Klima der bodennahen Luftschicht. Verlag F. Vieweg & Sohn Braunschweig 1927 = Die Wissenschaft Bd. 78; 2. Aufl. ebd. 1942; ab 3. Aufl. Titel mit dem Zusatz Handbuch der Mikroklimatologie ebd. 1950; 4. Aufl. ebd. 1961. – Weitere Ausgaben in englischer, spanischer und russischer Sprache. 5. Aufl. unter dem Titel The Climate near the Ground herausgegeben von Robert H. Aron und Paul Todhunter. Verlag F. Vieweg & Sohn Braunschweig 1995.
- Handbuch der Klimatologie in fünf Bänden. Herausgegeben von W. Koeppen und R. Geiger (5 Bände, 19 Teile). Verlag Gebrüder Borntraeger Berlin 1930–1943.